# Ajouré
Ajouré, fransk beteckning inom bildvävning. Mönstret vävs i tät ripsbindning, medan varpen omkring ligger obunden.